# 崔承宗
崔承宗（？—？），齐州历城县（今山东省济南市历城区）人，北魏著名孝子。

## 生平
崔承宗的父亲在刘宋的汉中地区做官，母亲死后，就葬在汉中地区。后来青州和徐州被北魏占领，于是与汉中地区相隔断绝。崔承宗性情非常孝顺，不远万里，不畏艰险，偷偷出国境将母亲的棺木运回到北魏京城洛阳。黄门侍郎孙惠蔚听说后说：“我从这个人的身上看到廉范的感情了。”孙惠蔚于是前往崔家吊唁，尽礼，就像崔家的旧相识一样。

## 造像记
崔承宗于太和七年十月朔日，为父母制造了一座释迦像，用以求福。

## 家庭

### 夫人
- 杨叔妃[1]